# Vosk (lyžařský)

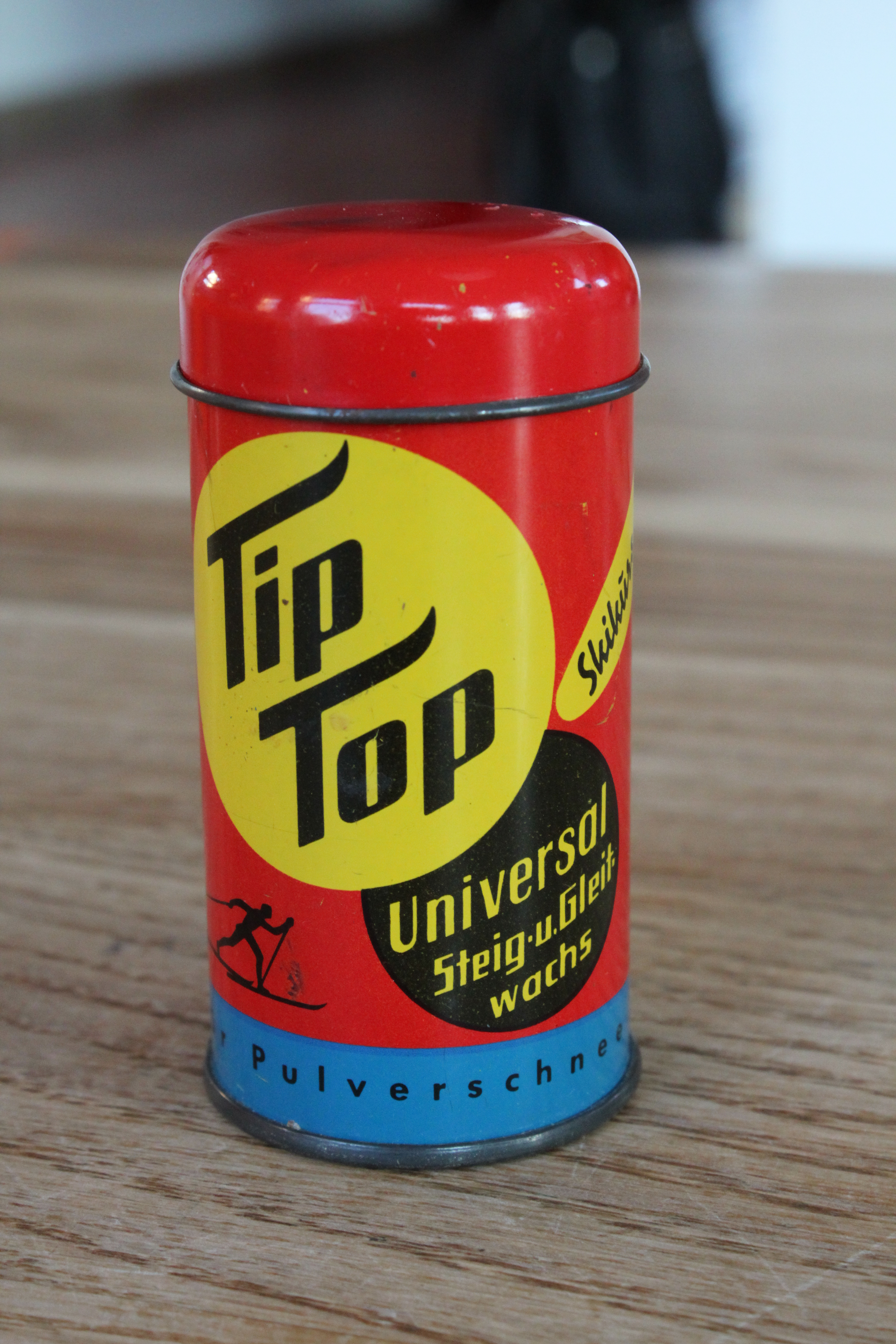
Tuba lyžařského vosku

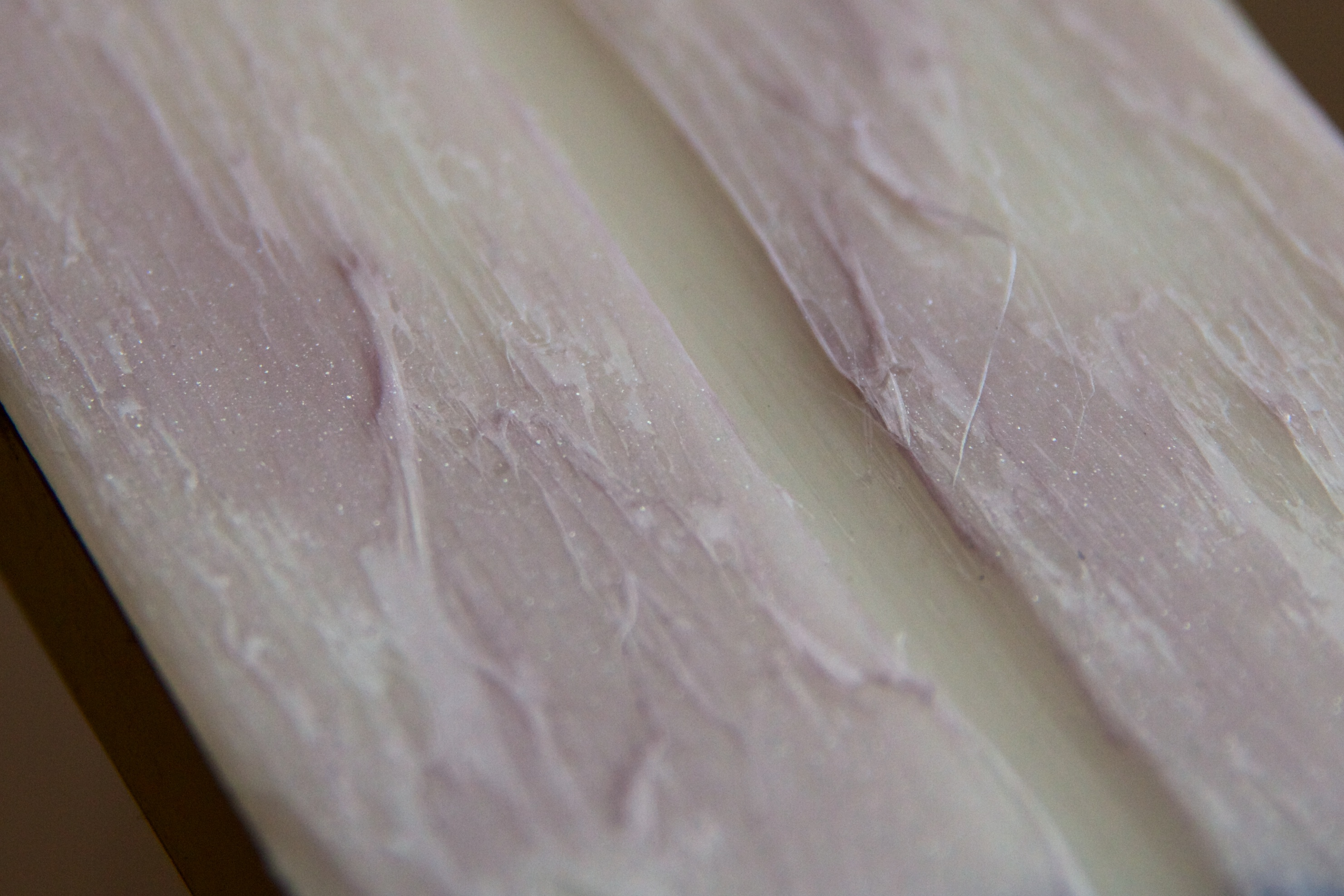
Vosk nanesený na skluznici lyže

Lyžařské vosky slouží k úpravě skluznice zejména běžeckých lyží pro klasický styl, ale aplikují se i na skluznice ostatních druhů lyží a snowboardů. Vosky se dělí dle jejich funkce na stoupací (odrazové) a skluzné (skluzové) a také dle fyzikálního složení na tuhé a tekuté.

## Stoupací vosky

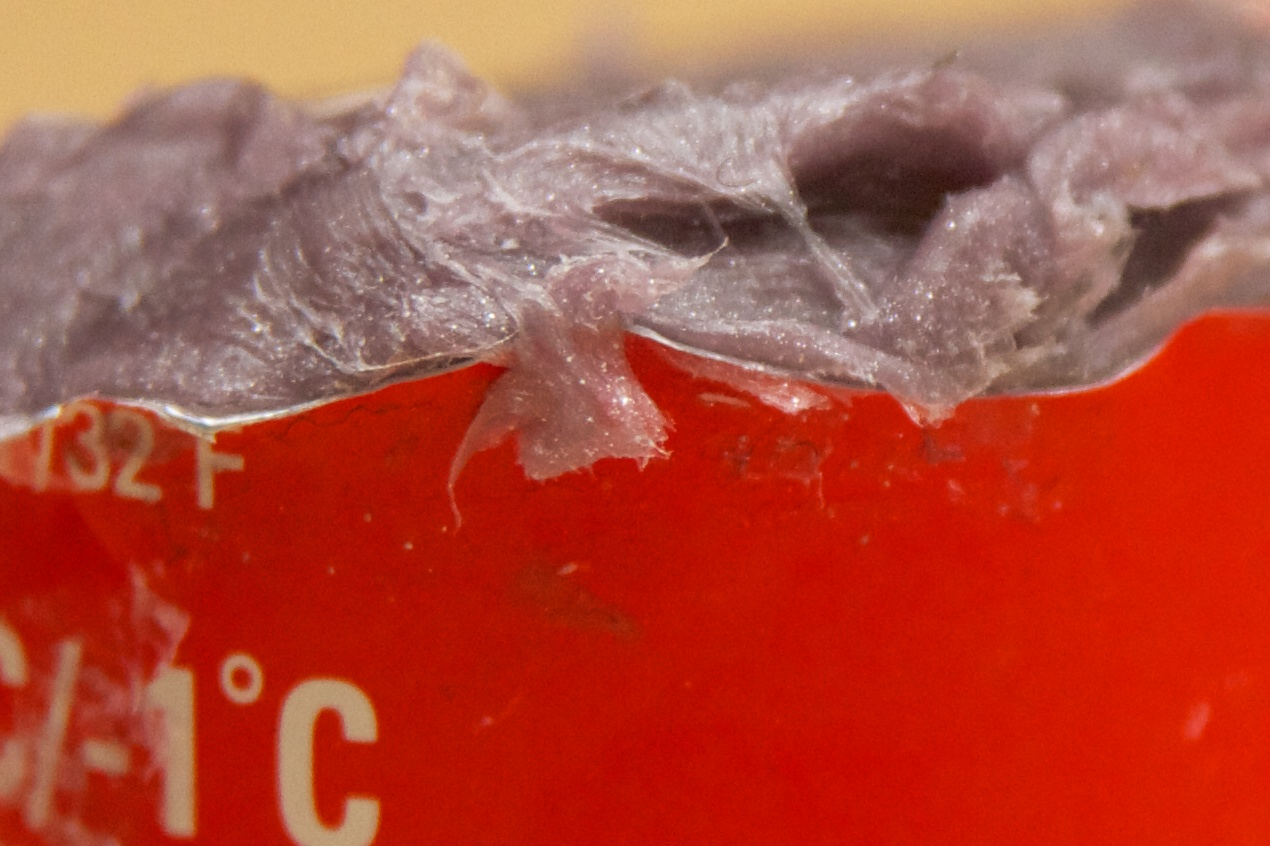
Červený stoupací vosk, užívaný pro klasický styl, když je teplota sněhu ve stopě nad 0 °C

Stoupací vosky by měly umožnit odraz lyžaře z plochy skluznice, ale přitom by neměly zvětšovat tření mezi skluznicí lyže a sněhem. Využívají se pro mazání běžeckých lyží při klasickém stylu. Aplikují se do prostoru stoupací komory. Stoupací komora se nachází ve střední části lyže, začíná asi jednu délku lyžařské boty před vázáním a končí u patky vázání nebo těsně za ní. Základním rozdělením stoupacích vosků je na tuhé (pevné) stoupací vosky a klistry (tekuté).

### Tuhé vosky
Tuhé vosky se nanášejí ve více tenkých vrstvách. Jako první vrstva se používá základový vosk, který je často odlišný od finálního vosku.

### Klistry
Klistry se zpravidla používají na zledovatělý (hrubozrnný) sníh. U mazání klistry se často kombinuje více druhů a při nanášení na lyže se tak míchají.

## Skluzné vosky
Označované též jako skluzové vosky, sjezdové vosky, parafíny. Slouží ke snížení tření mezi skluznicí a sněhem a také k ochraně skluznice. Jejich využití je širší než u stoupacích vosků, využívají se pro mazání běžek pro bruslení, mazání skluznic sjezdových lyží, snowboardů.